# Kapanga hickmani
Kapanga hickmani är en spindelart som först beskrevs av Forster 1964.  Kapanga hickmani ingår i släktet Kapanga och familjen panflöjtsspindlar. Inga underarter finns listade i Catalogue of Life.